# Łuszczów-Kolonia (powiat łęczyński)
Łuszczów-Kolonia – kolonia w Polsce położona w województwie lubelskim, w powiecie łęczyńskim, w gminie Łęczna.
W latach 1975–1998 miejscowość należała administracyjnie do województwa lubelskiego.
Wieś stanowi sołectwo gminy Łęczna. Według Narodowego Spisu Powszechnego z roku 2011 wieś liczyła 295 mieszkańców.
Wierni Kościoła rzymskokatolickiego należą do parafii św. Barbary w Łuszczowie.

## Historia
Wieś powstała w 1869 roku na gruntach dóbr Łuszczów rozparcelowanych wskutek reformy uwłaszczeniowej 1864 roku. Ówczesny dziedzic Ludwik Grabowski, na mocy kontraktu z 23 października tego roku sprzedał 42 morgi gruntu powstałego z parcelacji folwarku Łuszczów.
Kolonia liczyła na początku osiem osad. Z czasem rozrosła się do obszaru wynoszącego ponad tysiąc mórg. Zmiany te nastąpiły za czasów własności Jana Gotliba Blocha (bankier, ziemianin). Na początku lat 80 XIX wieku wydzielił z folwarku Łuszczów 523 morgi pod kolejne osadnictwo dla Kolonii Łuszczów. Kolonię powiększył ponownie w 1890 r. o 723 morgi 139 prętów, a w trzy lata później o 176 mórg 236 prętów. Obszary te powstały z wykarczowanej części dużego kompleksu lasu, zwanego „Las Łuszczowski”, liczącego w 1880 roku 1551 mórg.